# Eacles fulvaster
Eacles fulvaster är en fjärilsart som beskrevs av Rothschild 1907. Eacles fulvaster ingår i släktet Eacles och familjen påfågelsspinnare. Inga underarter finns listade i Catalogue of Life.